# Iban García del Blanco
Ibán García del Blanco, né le 8 février 1977 à León, est un homme politique espagnol membre du Parti socialiste ouvrier espagnol (PSOE).
Il est député européen siégeant à l'Alliance progressiste des socialistes et démocrates au Parlement européen de 2019 à 2024.